# ديفيد هنري
ديفيد كلايتون هنري (بالإنجليزية: David Henrie)  ولد في (11 يوليو 1989), في ميسيون فيجو، أورانج، كاليفورنيا في الولايات المتحدة الأمريكية هو ممثل اميركي. ومن المعروف انه للعب لاري على هذا حتى الغراب، وجوستين روسو على ويزاردز من مكان فرلي من قناة ديزني بجانب الممثلة سيلينا غوميز.

## النشأة
ولد هنري في فيجو البعثة، ولاية كاليفورنيا ليندا وهنري جيم. وشقيق واحد يدعى لورينزو جيمس هنري ويعمل أيضا كممثل. ذهب إلى المدرسة في مدرسة شايان التقليدية. وكان أثار باعتبارها الروم الكاثوليك. ووفقا لموقعه على الانترنت، وقال انه يأتي من عائلة «كبيرة، بصوت عال، والإيطالية».

## مهنة
في سن ال 6، وقعت مع وكالة هنري ش م خ في فينيكس، أريزونا، وبدأ الخروج على الاختبارات. في (9)، خلال تبادل لإطلاق النار سن تجارية إقليمية في سكوتسدايل، مدير أوصت بأن التحرك هنري إلى لوس انجلوس. في ذلك الصيف، في سن ال 10، انتقل هو وعائلته إلى هوليوود. حجز هنري له اثنان من أول الاختبارات التجارية، ولعب الأدوار الرئيسية في البقاع لبرجر كنج وشركة الشوفان كويكر. حجز هنري أول المشاركة في بطولة دور على التلفزيون تظهر بروفيدانس، وذهب إلى الأراضي دورا نجم ضيفا على الحلقة العرض الأول دون أثر.
حسب العمر 13، وحصل على هنري انطلاقته الكبرى الأولى، هبوط دورا العادية وبيت هنري على المسرحية الهزلية فوكس وبيتس. هنري هبط المقبل دورا قياديا في الفيلم هولمارك، صانع الوحش، مع ليندا بلير وجورج كينيدي، وطلب منه العودة لفيلم آخر هولمارك، للعب دور في مجتمع هوليوود الأمهات الميت.
في سن ال 18، وحصل على هنري دور جوستين روسو في سلسلة الأصل قناة ديزني، (ويزاردز من مكان فرلي). لأول مرة في هذا المعرض 12 أكتوبر 2007. بسبب مشاركته مع قناة ديزني بجانب الممثلة سيلينا غوميز، هنري تنافس في ألعاب أولمبية عام 2008 قناة ديزني. وكان كابتن الفريق للفريق الأخضر، المعروف أيضا باسم الأعاصير. كان لديه دور في قناة ديزني داد نابيد الفيلم الأصلي. قبل دوره الحالي على معالجات من مكان فرلي، كان لديه دور المتكررة على هذا النحو حتى الغراب لاري صديق كوري. هنري أيضا دور المتكررة على كيف قابلت أمك، حيث كان يلعب ابنه يؤدي الطابع في المستقبل. ووفقا لرويترز، وكان اسمه رسميا هنري المارشال الكبرى لسباق 2009 تويوتا برو المشاهير.

## الأفلام والمسلسلات التي اشترك بها
- «كامب ريونيون» كامب السادس (2010)
- «كيف قابلت أمك» الابن (2005-2010)
- «ويزردز أوف ويفرلي بليس» جوستين روسو (2007-2010)
- «من السهل تجميع» ايثان (2010)

- «3 دقائق لعبة» إظهار (2009)

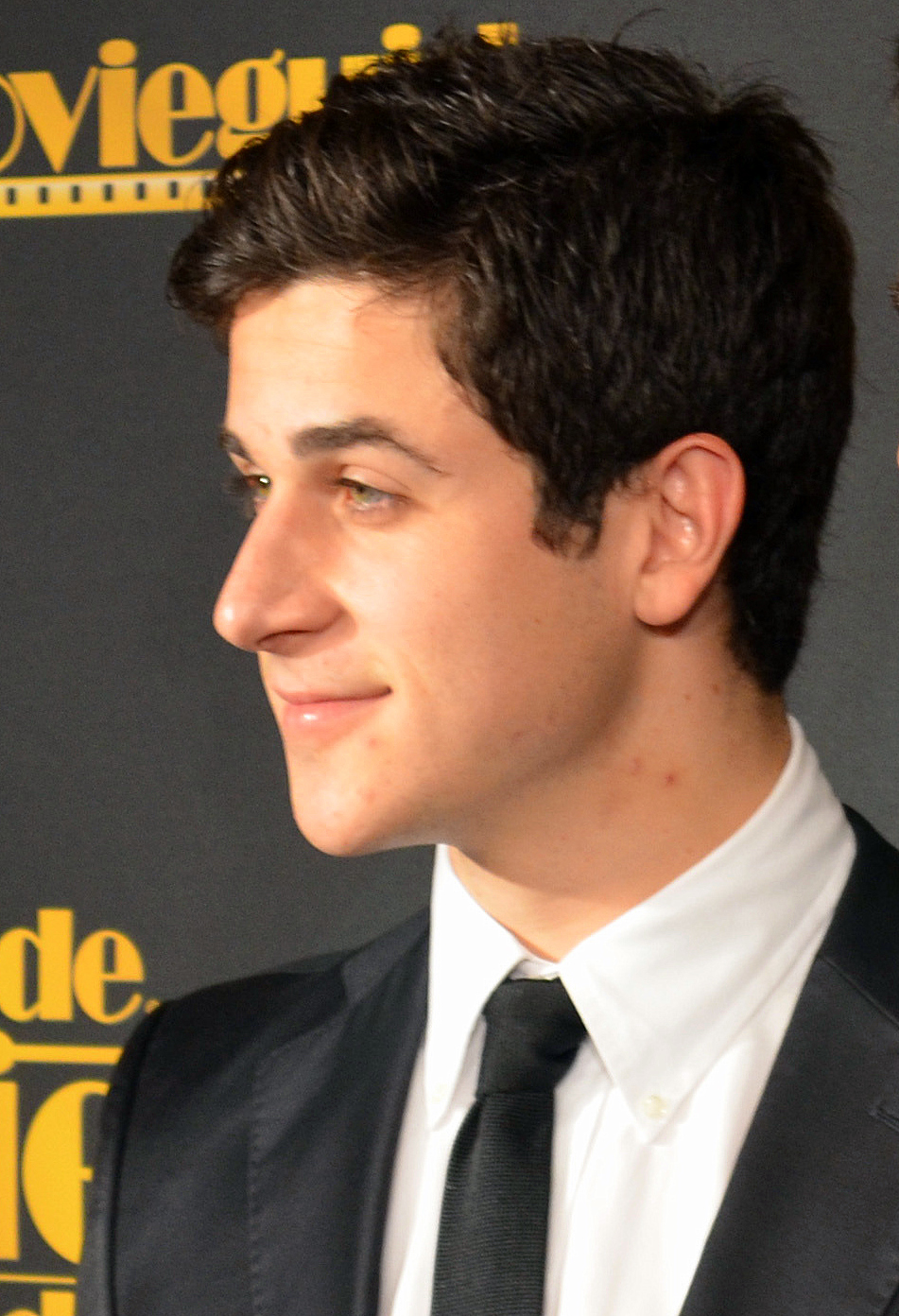
ديفيد هنري في عام 2012

- «ويزاردز من مكان فرلي: الفيلم» جوستين روسو (2009)
- «جناح الحياة على سطح السفينة» جوستين روسو (2009)
- «داد نابيد» أزيز (2009)
- «وأليسون ستونر المشروع» دي جي الاعدادية (2009)
- «هذا الغراب حتى» لاري (2004-2007)
- «القضية الباردة» دايل ويلسون (2006)
- «بيت ام دى» تومي (2005)
- «جان التحقيق البحرية: خدمة التحقيقات الجنائية البحرية» ويلي شيلدز (2004)
- «جاك & بوبي» سنيفللي (2004)
- «الغموض وأمي في هوليوود» أوليفر بالومبو (2004)
- «أسلوب الأحمر» سكايلر (2004)
- «د.أ.» اليكس هنري (2004)
- «الحكم ايمي» جيريمي (2003)
- «صانعي الوحش» داني بيرك (2003)
- «والبوري» الحقد المباراة (2003)
- «وبيتس» بيت (2003)
- «الصيف ولاية أريزونا» باد (2003)
- «بدون أثر» غابي فريدمان (2002)
- «بروفيدانس» تريدمان (2002)
- «ليتل بوي» لندن (2015)